# 진한갈색긴혀박쥐
진한갈색긴혀박쥐(Lichonycteris obscura)는 주걱박쥐과 긴혀박쥐아과에 속하는 박쥐의 하나이다. 진한갈색긴혀박쥐속(Lichonycteris)의 유일종이다. 남아메리카와 중앙아메리카에서 발견된다.